# العلاقات التوغوية المنغولية
العلاقات التوغولية المنغولية هي العلاقات الثنائية التي تجمع بين توغو ومنغوليا.

## مقارنة بين البلدين
هذه مقارنة عامة ومرجعية للدولتين:
| وجه المقارنة                                              | توغو            | منغوليا         |
| --------------------------------------------------------- | --------------- | --------------- |
| المساحة (كم2)                                             | 56.78 ألف       | 1.57 مليون      |
| عدد السكان (نسمة)                                         | 7.80 مليون      | 3.08 مليون      |
| الكثافة السكانية (ن./كم²)                                 | 137.37          | 1.96            |
| العاصمة                                                   | لومي            | أولان باتور     |
| اللغة الرسمية                                             | لغة فرنسية      | اللغة المنغولية |
| العملة                                                    | فرنك غرب أفريقي | توغروغ منغولي   |
| الناتج المحلي الإجمالي (بليون دولار)                      | 4.81 مليار      | 11.49 مليار     |
| الناتج المحلي الإجمالي (تعادل القوة الشرائية) بليون دولار | 10.67 مليار     | 36.16 مليار     |
| الناتج المحلي الإجمالي الاسمي للفرد دولار أمريكي          | 559             | 3.97 ألف        |
| الناتج المحلي الإجمالي للفرد دولار أمريكي                 | 1.43 ألف        | 11.95 ألف       |
| مؤشر التنمية البشرية                                      | 0.484           | 0.727           |
| رمز المكالمات الدولي                                      | +228            | +976            |
| رمز الإنترنت                                              | .tg             | .mn             |
| المنطقة الزمنية                                           | 00              | ت ع م+08:00     |

## منظمات دولية مشتركة
يشترك البلدان في عضوية مجموعة من المنظمات الدولية، منها:
| علم المنظمة | اسم المنظمة                                                | تاريخ انضمام توغو | تاريخ انضمام منغوليا |
| ----------- | ---------------------------------------------------------- | ----------------- | -------------------- |
|             | وكالة ضمان الاستثمار متعدد الأطراف                         | 15 أبريل 1988     | 21 يناير 1999        |
|             | منظمة الشرطة الجنائية الدولية                              | ?                 | ?                    |
|             | منظمة حظر الأسلحة الكيميائية                               | ?                 | ?                    |
|             | منظمة التجارة العالمية                                     | ?                 | ?                    |
|             | الأمم المتحدة                                              | 20 سبتمبر 1960    | 27 أكتوبر 1961       |
|             | العملية المشتركة للاتحاد الأفريقي والأمم المتحدة في دارفور | ?                 | ?                    |
|             | مؤسسة التمويل الدولية                                      | 4 سبتمبر 1962     | 14 فبراير 1991       |
|             | يونسكو                                                     | 17 نوفمبر 1960    | 1 نوفمبر 1962        |
|             | مؤسسة التنمية الدولية                                      | 21 أغسطس 1962     | 14 فبراير 1991       |
|             | البنك الدولي للإنشاء والتعمير                              | 1 أغسطس 1962      | 14 فبراير 1991       |
|             | المركز الدولي لتسوية المنازعات الاستشارية                  | 10 سبتمبر 1967    | 14 يوليو 1991        |
|             | الاتحاد البريدي العالمي                                    | ?                 | ?                    |
|             | الاتحاد الدولي للاتصالات                                   | 14 سبتمبر 1961    | 27 أغسطس 1964        |

## وصلات خارجية
- موقع وزارة الخارجية المنغولية